# Puerto de Turbo
Puerto de Turbo, Antioquia, Colombia. También llamado Puerto Antioquia, es por ahora (2016) un terminal marítimo sin muelle, por el cual se exportan entre otros productos, importantes cantidades de banano y plátano, dulces, calzado y cerámicas; y se importan materias primas como resinas, algodón, papel, tintas y material siderúrgico.
En el 2018, el movimiento portuario en Turbo fue de 73,328 TEU ubicándose en el puesto 66 en la lista de actividad portuaria de América Latina y el Caribe.

## Generalidades
La capacidad productiva de la región comprendida por los municipios de Turbo-Carepa, en el Urabá antioqueño, impulsó la construcción de dos incipientes puertos: El Zungo, para la exportación de banano, y El Wafe, que cubre las necesidades locales de transporte marítimo y fluvial, los que en conjunto conforman 'El Puerto de Turbo'.  
Lo más destacado sobre el futuro Puerto de Turbo - hoy en día ya se llama Puerto Antioquia - es que, cuando se complete su construcción, disparará una gran proyección comercial, no sólo en Antioquia sino también al país y a un amplio contexto latinoamericano, pues agregará una indispensable competitividad internacional para Colombia, más aún cuando están vigentes Tratados de Libre Comercio entre Colombia y otras regiones del mundo, y específicamente cuando el país y sus vecinos necesitan sacar sus productos y traer importaciones al Atlántico por terminales marítimos más económicos, como lo es el de Turbo.
El puerto de Turbo ha sido manejado hasta ahora por las compañías bananeras. Pero dado que ya se incluyó en el Plan Nacional de Desarrollo una conexión vial de altas especificaciones entre Medellín y esta región (2009), también el Gobierno Nacional se ha comprometido a impulsar este proyecto, para el cual se ha contado igualmente con la participación de más industrias privadas diferentes a las bananeras, interesadas en exportar a menores costos.
Puerto Antioquia dispondrá de una infraestructura moderna y verdaderamente competitiva, adaptada a la realidad de la interdependencia comercial globalizada. Con la experiencia logística que el terminal ha adquirido en 40 años de correcto funcionamiento, y con su especial localización estratégica, Puerto Antioquia se considera un proyecto económicamente viable, muy especialmente por estar íntimamente vinculado a otros megaproyectos como las Autopistas de la Prosperidad, la Autopista de las Américas y la próxima construcción de una enorme planta de aluminio en el Urabá.

## Altas inversiones en conectividad con el centro del país
A partir de 2010, 800 millones de dólares se invertirán en la autopista de cuatro carriles que conectará a Puerto Antioquia con Medellín.

## Ahorros en economía y notorio aumento en la competitividad
Turbo es la localidad portuaria de la Costa Atlántica más cercana a las zonas más productivas del centro del país. La reciente apertura del Túnel de Occidente acortó tremendamente las distancias entre el centro de la nación y el Océano Atlántico, y el programa Autopistas de la Prosperidad ejecutará una vía en doble calzada hasta allá. 
La distancia de Bogotá a Cartagena, por ejemplo, es de 868 kilómetros, y a Zungo, puerto actual, (Carepa) de sólo 736 kilómetros, lo que equivale un ahorro de 131 kilómetros. Si se toma el Eje Cafetero, el trayecto a la Cartagena es de 863 kilómetros y a Carepa de 495 kilómetros. El ahorro en este caso es de 368 kilómetros.
Como otro ejemplo, si un empresario caleño necesita realizar sus exportaciones por el Atlántico hasta Cartagena, su camión debe recorrer una distancia de 1.097 kilómetros, pero si optase por Carepa el trayecto es de 789 kilómetros. El ahorro es de 308 kilómetros, o sea de unas 16 horas.
Estas estadísticas sobre la importancia del puerto de Turbo significan costos por tonelada mucho más bajos en transporte. 
Puerto Antioquia posee además una posición geoestratégica internacional.

## Un proyecto ya en marcha
La dueña del proyecto
Por concesión del Gobierno Nacional, la firma PIO S.A.S. es la 'dueña' del proyecto. PIO (Puertos, Inversiones y Obras), administra y opera el puerto. De acuerdo con su gerente de Proyectos, Andrés Bustos Isaza, PIO S.A.S. es "una firma holding dedicada a desarrollar, ejecutar y administrar infraestructuras portuarias y servicios logísticos, además de promover proyectos inmobiliarios de gran envergadura". Bustos afirma que a partir de la tercera semana de abril de 2016 se hará una ronda de revisión de ofertas con los cinco consorcios interesados en construir la obra.
Para esa fecha, Puerto Antioquia empezará a ser una realidad cuando se adjudique a la firma ejecutora, un proceso que está en sus pasos finales: a más tardar a mediados de mayo se espera tener elegido el constructor entre cinco consorcios aspirantes.
Con licencia ambiental
Para Óscar Isaza, presidente de Pio, Puerto Antioquia y todos los desarrollos que vienen para Urabá “serán como la resurrección del Ave Fénix”. De ser una región otrora azotada por la violencia, con este proyecto se espera que desde allí se exporten 7,5 millones de toneladas al año, distribuidos en 2,5 millones de toneladas en grano, 3 en contenedores y 2 en carga general y vehículos. “Adicionalmente – añade -, “creemos que al lado del puerto puede estar desarrollándose una importante cadena agroindustrial.”
A mitad de enero de 2016, la obra obtuvo la licencia ambiental definitiva.  
El consorcio ganador iniciará obras en marzo de 2016 y entregará la primera fase de operación en mayo de 2018. Su reto es construir un puerto multipropósito, compuesto por una plataforma en el mar –con 14 metros de profundidad–, un puerto en tierra en un espacio de 60 hectáreas, y un viaducto de 4,2 kilómetros que conectará estos dos puntos. Esta megaobra tiene un costo de US$ 546 millones, distribuida en dos fases.
El puerto estará a la altura de los principales de Colombia.
Inversión y réditos económicos
El proyecto, a principios de 2016, ya está registrado en la Superintendencia de Sociedades. Avanza en el proceso de estudios técnicos e ingeniería de detalle y su culminación se estima para dentro de 36–38 meses aproximadamente. 
La inversión será de US$ 546 millones. Se estima que la obra generará cerca de 3.000 empleos en la fase de construcción y ya en su fase operacional otros 1.200 puestos de trabajo. 
De acuerdo con el Ministerio de Transporte, “Su ubicación es totalmente estratégica, puesto que se encuentra un 40% más cerca de los principales centros de producción y consumo del país (Bogotá, Medellín, Eje Cafetero y Tunja) que corresponden al 70% del PIB del país.”